# Андерс Буре
Андерс Буре (на шведски: Anders Bure или Bureus) е шведски топограф и картограф, наричан „баща на картографията“ в Швеция.

## Произход
Роден е на 14 август 1571 година в село Сабра, Швеция.

## Изследователска дейност (1603 – 1613)
От 1603 до 1613 г. изследва Скандинавския п-ов между 63 – 71º с.ш. и 12 – 42º и.д., в т. ч.: полуострови – Рибачи, Варангер, Нордкин и Порсангер; Мотовски залив и фиордите – Варангер, Тана, Лаксе, Порсангер, Алта, Квенанген, Люнген, Улс, Балс, Маланген, Уфут, Тюс и Тронсхейм; острови – Сеня (1600 км2), Сьор Квальо (около 1000 км2), Рингвасьо (656 км2), Вестеролен, в т.ч. Анньо (393 км2) и Хинньо (2198 км2), част от Лофотенските о-ви и около 900 км от бреговете на Ботническия залив.
Буре картира реките Танаелв (Танайоки, 344 км) и Патсьоки, изтичаща от езерото Инари (1000 км2). На север от протока Северен Кваркен (63º 30` с.ш.) картира 35 реки вливащи се в Ботническия залив, заедно с притоците и езерата им: Умеелв с левия ѝ приток Винделелвен (450 км), Шелефтеелв (410 км) и сварзаните с нея езера Хурнаван и Стурнаван, Питеелв (570 км), Лулеелв (450 км), Каликселв (430 км), Турнеелв (Торниойоки, 510 км) с двата ѝ притока Лайниоелв (над 200 км) и Муониоелв (333 км) и езерото Турнетреск (322 км2), река Кемийоки (550 км), протичаща през езерото Кемиярви и притока ѝ Оунасьоки (340 км), река Ийоки (над 200 км), езерата Оулуярви (900 км2) и Пиелисярви (Пиелинен, 850 км2).
След 1611 г. картира остров Магерьо (275 км2) с нос Нордкап (71°10′ с. ш. 25°48′ и. д. / 71.166667° с. ш. 25.8° и. д.), остров Сьорьо и редица други по-малки, остров Хитра (над 600 км2) във входа на Тронсхейм фиорд, фиордите Ромсдалс, Согне, Хардангер, Букна и залива Бохус. Между 62 – 64º с.ш. изследва скалистия масив Доврефел (2286 м) и възвишенията Манселкя (дължина 200 км) и Суоменселкя (дължина 425 км) във Финландия. На юг от 63º с.ш. картира реките Онгерманелвен (450 км), Индалселвен (420 км) и езерото Стуршен в басейна ѝ, Юнган (350 км), Юснан (422 км), Естердалелвен (около 280 км), протичаща през езерото Силян и Вестердалелвен (около 240 км). Изследва и картира езерата Венерн (5648 км2), с изтичащата от него река Гьотаелв и подхранващата го Кларелв (420 км), Ветерн (1900 км2), Меларен (1163 км2) и Елмарен (493 км2). В Южна Норвегия изследва и картира река Глома (587 км) и десния ѝ приток Логан (370 км), протичаща през езерото Мьоса. В Южна Финландия картира езерото Оривеси.

## Следващи години (1613 – 1646)
През 1605 г. Буре е натоварен с дипломатическа мисия в Русия, а през 1619 – 1623 участва в смесената руско-шведска комисия по прекарването на границата между двете страни.
През 1628 г. е назначен за „генерал-математик“ в шведското правителство и полага основите на шведската картография. Създадените от него карти въз основа на 10-годишните му изследвания се ползват повече от 200 години, преди извършването на нови по-точни картографски дейности. Обучава земемери и инспектори, които извършват аграрна реформа в Швеция.
През 1637 г. въвежда десетичната бройна система в страната и унифицирана система за мерки и теглилки, също базирана на десетичната система. През 1640 г. предприема мерки за изграждане на първото водоснабдяване на Стокхолм.
Умира през 1646 година в Стокхолм на 74-годишна възраст.